# Preghiera in San Damiano
La Preghiera in San Damiano o Miracolo del Crocifisso è la quarta delle ventotto scene del ciclo di affreschi delle Storie di san Francesco della Basilica superiore di Assisi, attribuiti a Giotto. Fu dipinta verosimilmente tra il 1295 e il 1299 e misura 230x270 cm.

## Descrizione e stile
Questo episodio appartiene alla serie della Legenda maior (II,1) di san Francesco: "Pregando il beato Francesco dinanzi all'immagine del Crocifisso, dalla croce venne una voce che disse tre volte: "Francesco, va', ripara la mia chiesa che tutta si distrugge", con ciò alludendo alla Chiesa di Roma." Secondo la leggenda infatti, nel 1205 il santo si rifugiò nella chiesa di San Damiano presso Assisi e sentì parlare il crocifisso che gli chiedeva di "riparare la sua Chiesa", con il significato ambivalente dell'edificio e della comunità cristiana corrotta.
San Francesco è rappresentato in preghiera davanti al Crocifisso di San Damiano entro la chiesetta diroccata nei pressi di Assisi, alla quale sono crollati una parte del muro e della copertura del soffitto. L'ambientazione architettonica è tra le più efficaci di tutto il ciclo, con la chiesa disposta di sbieco secondo una prospettiva intuitiva che mostra attraverso le aperture dei muri crollati, ampie parti dell'interno dove si svolge la scena. I dettagli architettonici sono vividamente reali: le capriate, l'abside, il recinto con intarsi marmorei in stile cosmatesco. Il rapporto proporzionale tra architettura e figura umana è ancora fuori scala, secondo un metodo di rappresentazione simbolica che sarà superato solo nel Rinascimento. 
La croce è rappresentata in maniera simbolica, non strettamente fedele all'originale. Viene comunque rispettato il canone "antico" dell'immagine: un Christus triumphans con ai lati i tabelloni dei dolenti, non un Crocifisso ammodernato come quello di Santa Maria Novella, come se ne vede ad esempio nella scena della Verifica delle stimmate. 

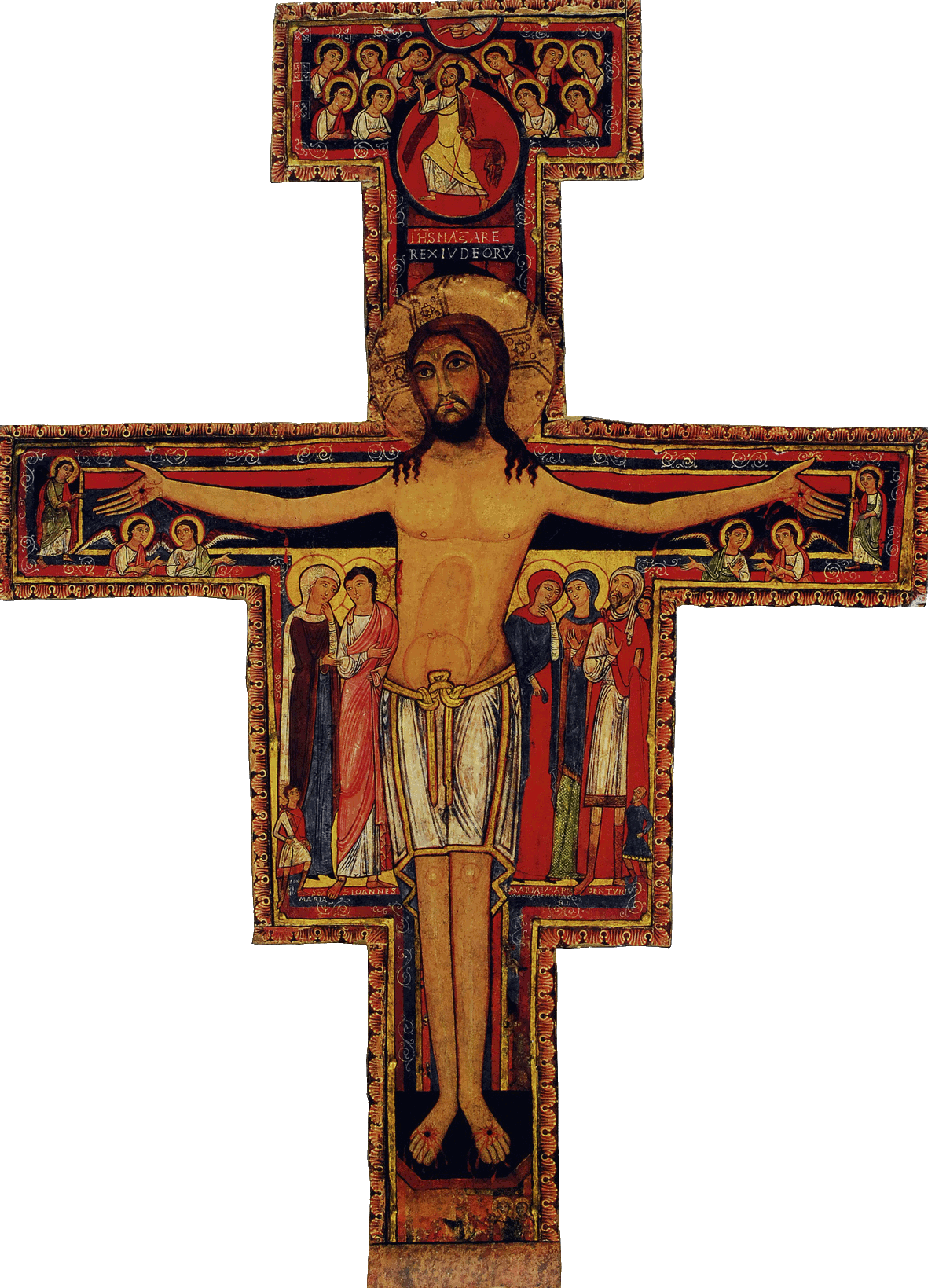
Il vero Crocifisso di san Damiano
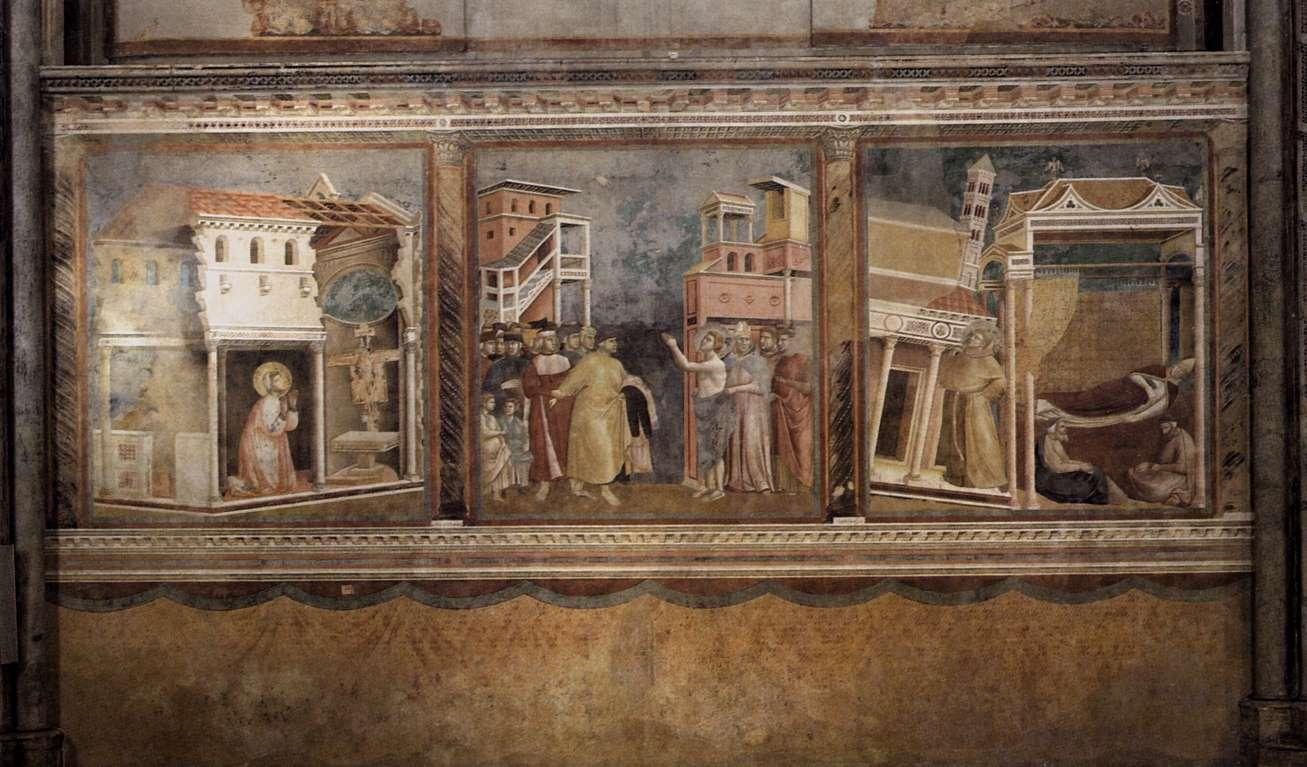
Impaginazione con le scene circostanti